# Guy Forget
Guy Forget (Casablanca, 4 de janeiro de 1965) é um ex-tenista profissional francês.
Durante sua carreira, Forget participou das campanhas vitoriosas da França na Davis Cup de 1991 e 1996. Forget é o atual capitão da equipe francesa de Davis Cup e consultor esportivo para a televisão francesa, intervindo principalmente durante o Torneio de Roland-Garros.